# Хот, Франц
Франц Хот (нем. Franz Hoth; 14 октября 1910, Штеттин, Германская империя — 28 июля 1949, Мец, Франция) — штурмбаннфюрер СС, военный преступник, командир полиции безопасности и СД в Нанси.

## Биография
Франц Хот родился 14 октября 1910 года. С 1916 по 1924 год посещал народную школу в Штеттине. Хот получил коммерческое образование. С 1927 по 1933 год работал в брокерской фирме в Брунсбюттеле. Там же основал и местное отделение нацистской партии.  1 декабря 1931 года вступил в НСДАП (билет № 797864). В том же году вступил в Штурмовые отряды (СА). В апреле 1933 года была зачислен в ряды СС (№ 97563). В августе 1933 года потерял работу, но позже получил должность в бюро рыбоконсервного заводе в Киле. В мае 1934 года поступил на службу в главное управление СД. С апреля 1938 года возглавил один из отделов в составе оберабшнита СД «Дунай» в Вене. В октябре 1938 года был откомандирован в Цнайм, где стал начальником айнзацкоманды. Через полгода возглавил в недавно созданном протекторате Богемии и Моравии айнзацкоманду 7.
В сентябре 1939 года руководил командой СД в штабе айнзацгруппы 1 в Польше. До марта 1940 года служил в руководителя командира полиции безопасности и СД в Кракове. В апреле 1940 года стал начальником абшнита СД в Бремене. После окончания курса офицерской школы в Шарлоттенбурге и итальянской полицейской школе в Тиволи, с июля 1942 года служил в айнзацкоманде Тунис, возглавляемой Вальтером Рауффом, где занимался разведывательной службой. В июне 1943 года был переведён в ведомство руководителя полиции безопасности и СД в Париже и в ноябре 1943 года стал командиром полиции безопасности и СД в Нанси. В августе 1944 года Хот возглавил команду особого назначения 29 в составе айнзацгруппы H в Словакии, а во время Арденнского наступления руководил командой особого назначения 17, входившей в состав айнзацгруппы K. С апреля 1945 года и до окончания войны занимал пост командира полиции безопасности и СД в Ставангере.
После окончания войны был арестован британцами и несколько раз допрашивался. Хот был экстрадирован во Францию и предстал перед судом в Меце. 19 февраля 1949 года французский суд приговорил его к смертной казни за военные преступления, совершённые в Нанси. Приговор был приведён в исполнение 28 июля 1949 года.